# Amphetaminil
Amphetaminil ist ein Stoffgemisch mehrerer stereoisomerer Verbindungen und ein Derivat des Amphetamins. Amphetaminil unterscheidet sich nur durch einen Substituenten am Stickstoffatom vom Amphetamin bzw. durch zwei Substituenten an der Methylgruppe am Stickstoffatom im Vergleich zum Methamphetamin.

## Pharmakologische Charakterisierung
Amphetaminil ist ein Psychopharmakon, genauer gesagt ein Sympathomimetikum (siehe auch Psychostimulanzien). In Westdeutschland stellte es seit 1961 die Berliner Firma Dr. med. Hans Voigt für die medizinische Verwendung unter dem Namen AN1 her. Es wurde unter anderem zur Antriebssteigerung bei Senioren eingesetzt.
Missbräuchlich wurde das Medikament auch als Rausch- und Partydroge verwendet.

## Metabolismus und Wirkung
Amphetaminil wird im Körper schnell zu Amphetamin metabolisiert, weshalb die Wirkung und Suchtrisiken denen des Amphetamins entsprechen.

Strukturformel des (R)-Amphetamins

## Stereoisomerie
Amphetaminil enthält zwei Stereozentren, es gibt also vier Stereoisomere:
- (R)-2-[(R)-1-Phenylpropan-2-ylamino]-2-phenylacetonitril (CAS-Nr. 478392-08-4)
- (S)-2-[(S)-1-Phenylpropan-2-ylamino]-2-phenylacetonitril (CAS-Nr. 478392-12-0)
- (R)-2-[(S)-1-Phenylpropan-2-ylamino]-2-phenylacetonitril (CAS-Nr. 478392-10-8)
- (S)-2-[(R)-1-Phenylpropan-2-ylamino]-2-phenylacetonitril (CAS-Nr. 478392-14-2)